# Sillus ravus
Sillus ravus är en spindelart som beskrevs av Arthur M. Chickering 1940. Sillus ravus ingår i släktet Sillus och familjen spökspindlar.
Artens utbredningsområde är Panama. Inga underarter finns listade i Catalogue of Life.